# Donncuan mac Dúnlainge
Donncuan mac Dúnlainge (mort en 1016) est un roi de Leinster issu des Uí Muiredaig une lignée du Laigin. Il règne de 1014 à 1016.

## Règne
Donncuan mac Dúnlainge est l’aîné des fils et le successeur de Dúnlaing mac Tuathal. Il règne brièvement sur le Leinster car dès 1016 il est tué à Leithghlinn avec Tagdh Ua Riain seigneur  de Uí Drona avec qui il venait de conclure une alliance par Donnchad mac Gilla Patraic († 1039) le roi d'Osraige qui commence à établir son hégémonie sur la région. Il a comme successeur Bran mac Máel Mórda du sept Uí Fáeláin

## Article lié
- Liste des rois de Leinster

## Sources primaires
- Livre de Leinster,Rig Laigin et Rig Hua Cendselaig sur CELT: Corpus of Electronic Texts at University College Cork
- Annales d'Ulster sur CELT: Corpus of Electronic Texts at University College Cork

## Sources secondaires
- (en) T.W Moody, F.X. Martin, F.J. Byrne, A New History of Ireland IX Maps, Genealogies, Lists. A companion to Irish History part II, Oxford, Oxford University Press, 2011, 690 p. (ISBN 978-0-19-959306-4), p. 134 & 200 Kings of Leinster to 1171
- (en) Francis John Byrne, Irish Kings and High-Kings, Dublin, Four Courts Press, 2001, 341 p. (ISBN 978-1-85182-196-9)